# Dolomedes stilatus
Dolomedes stilatus är en spindelart som beskrevs av Karsch 1878. Dolomedes stilatus ingår i släktet Dolomedes och familjen vårdnätsspindlar. Inga underarter finns listade i Catalogue of Life.